# Дело Маргариты Жюжан
Дело Маргариты Жюжан — известное уголовное дело и судебный процесс по обвинению французской подданной Маргариты Жюжан в отравлении Николая Познанского.

## Фабула
18 апреля 1878 года в доме 7 по Знаменской улице Санкт-Петербурга, где проживал начальник Санкт-петербургского жандармского управления железных дорог, полковник Игнатий Николаевич Познанский с семьёй, около 9 часов утра не стало его старшего сына Николая, семнадцати лет, студента историко-филологического факультета Петербургского университета. За несколько дней до этого, вслед за младшими братом и сестрой он заболел краснухой, болезнь протекала без осложнений, Николай уверенно выздоравливал, поэтому его смерть оказалась для всех полной неожиданностью. Она была столь внезапна, что семейный врач Познанских Николаев, лечивший Николая, не разрешил похороны до тех пор, пока не будет проведено вскрытие и патологоанатомическое исследование.
19 апреля в морге Военно-Медицинской академии было осуществлено вскрытие, в результате которого в желудке Познанского было обнаружено большое количество морфия. Он должен был принять не менее 0,2 грамма чистого морфия, что является смертельной дозой для взрослого мужчины. Так как в состав ни одного из лекарств, назначенных Николаю, морфий не входил, то врачебные ошибки были исключены, следовательно смерть наступила либо в результате небрежности кого-то из ухаживавших, либо в результате чьего-то умысла.
21 апреля состоялись похороны, а 23 была объявлена причина смерти студента и одновременно в квартире Познанских полиция провела обыск. Целью обыска являлось обнаружение яда и ёмкостей, в которых он мог храниться. Присутствовавший при обыске доктор Николаев обнаружил, что в склянке с йодистым калием, прописанным им погибшему, находятся неизвестные кристаллы, анализ которых показал, что это морфий. Домашние показали, что вечером 17 апреля эту склянку, как обычно, принесла Николаю его гувернантка Маргарита Жюжан, что она подтвердила, и он выпил оттуда две столовых ложки жидкости.
Также в квартире при обыске было обнаружено довольно много ядов, причём различного происхождения. Скончавшийся Николай Познанский увлекался химией, имел специальный химический шкаф с посудой и реактивами, в том числе и с цианистым калием. Имелся в доме и морфий, полковник Познанский постоянно употреблял его в значительных количествах. Это пристрастие развилось у него после лечения ревматизма подкожными инъекциями морфия.
По заявлению Познанского-старшего накануне смерти сына никто не мог похитить наркотик из его спальни. В тот день он находился дома и почти не выходил из своей спальни, где принимал гостя. Опрошенный свидетель подтвердил, что он весь вечер провёл с Игнатием Николаевичем, а в восьмом часу к ним присоединилась гувернантка Маргарита Жюжан, с которой они вместе отужинали, после чего вновь вернулись в спальню. Другим морфием, найденным в доме, был раствор, выписанный доктором Николаевым матери Николая как лекарство от мигрени и бессонницы. Его приобрела в аптеке вместе с другими лекарствами 15 апреля та же Маргарита Жюжан. Пузырёк был практически не тронут, а концентрация морфия в растворе была довольно низкая, так что две столовых ложки этого раствора только усыпили бы Николая, но не убили бы.
Таким образом либо был третий источник морфия, не обнаруженный при обыске, либо он был похищен из спальни полковника Познанского до 17 апреля, так что следствие исключило возможность небрежности, сосредоточившись на версии злого умысла. Осознав это, полковник Познанский сделал несколько заявлений.

## Апрель 1878 года
Как следовало из рассказа Познанского, в начале апреля произошёл ряд загадочных событий.
После обеда Жюжан попросила у Анны Познанской папиросу, закурив которую сказала: «У вас папиросы горьки, как хина». В тот же вечер Николай заявил матери, что его кто-то хотел отравить, так как взяв одну из своих папирос, приготовленных на день (в то время папиросы изготавливались курильщиками самостоятельно) и закурив её он почувствовал необыкновенную горечь во рту, а в мундштуке оказался белый порошок. Он обвинил Жюжан, сказав: «это сделала ты». Та заверяла его, что это не так, и даже закурила одну из оставшихся папирос, чтобы доказать свою невиновность. Сама Жюжан трактовала эти события как шутку, и рассказывала одной из своих учениц, что Николай Познанский дал ей папиросу, от которой ей сделалось дурно, так как хотел проверить, не она ли ему устроила первоапрельскую шутку.
Полковник Познанский опознал в порошке морфий и уничтожил папиросы, сочтя это глупой шуткой. А ещё через несколько дней Жюжан в разговоре с няней Познанских Руднёвой сказала, что в одном из домов, где она рассказала об инциденте, ей сказали так: «отец Николая служит в жандармах; вероятно, многих, в теперешних обстоятельствах, арестовал; вот ему и мстят за это родственники сосланного или арестованного», добавив позднее: «пожалуй, они Колю когда-нибудь ещё раз отравят». На замечание Руднёвой, что в комнату Коли, кроме домашних, никто не входит и что зачем сыну отвечать за отца, Жюжан ничего не ответила.
Другим странным событием начала апреля стало анонимное письмо, пришедшее в приёмную генерал-адъютанта Ф. Ф. Трепова, петербургского градоначальника. В письме говорилось, что старший сын начальника Санкт-Петербургского жандармского управления железных дорог полковника Познанского состоит членом некоей радикально настроенной молодёжной группы, которая с непонятной пока целью занимается изучением ядов и предпринимает попытки их производства. Анонимка была переправлена сначала в Третье отделение императорской канцелярии, а затем в штаб отдельного корпуса жандармов. Через несколько дней полковник Познанский был вызван для беседы с кем-то из руководства. Обстоятельства этой беседы не сохранились, однако известно, что Познанский был проинформирован о содержимом анонимного письма.

## Следствие
Помощник окружного прокурора В. Д. Шидловский, ведший расследование смерти Николая Познанского, узнав об анонимном письме, добился его получения в качестве улики из жандармского управления и направил его на графологическую экспертизу. Когда полковника Познанского спросили, не узнаёт ли он почерк из письма, он ответил, что написание некоторых букв и некоторые французские обороты выглядят похожими на то, как пишет Маргарита Жюжан.
Также были собраны показания со всех членов семьи и домашней прислуги. В доме, кроме Николая, проживали полковник Игнатий Николаевич Познанский с супругой Александрой Франдовной, их дочь Надежда одиннадцати лет, и сын Михаил шести лет.
Было установлено, что утром 18 апреля, после обнаружения тела Николая Игнатьевича его мать забрала из его комнаты пузырёк с подменённым лекарством. Он находился в её спальне до обеда 20 числа, когда его отсутствие в комнате Николая обнаружил заехавший доктор Николаев, направлявшийся на вскрытие в качестве врача умершего. Он попросил вернуть его на место, что и было сделано. Также было установлено, что вечером 17 апреля в доме находились только члены семьи, прислуга была отослана, а Маргарита Жюжан уехала к себе домой (она проживала отдельно). О смерти Николая ей сообщили утром 18 апреля, когда она направлялась на частный урок. Она очень разволновалась, так что её даже проводили до дома Познанских. Она оставалась в доме до дня похорон, ночевала в комнате Николая, демонстрируя участие и скорбь окружающим. На память о Николае ей разрешили взять его запонки.

## Маргарита Жюжан
Маргарите Жюжан по документам было тридцать семь лет, выглядела старше своего возраста. Адвокат так описывал её:
Смугловатое лицо, которому серые глаза и немного искривлённый рот придавали выражение какого-то презрения и даже злобы, мало говорили в пользу подсудимой, а необыкновенная беглость речи при постоянном жестикулировании и некоторой особенности в выговоре обличали в ней нечистокровную француженку, хотя она в совершенстве владела французским языком.
Она была наполовину француженкой, наполовину (по матери) испанкой. В целом, по впечатлению Хартулари она была пустой, фривольной и экзальтированной женщиной, перешагнувшей за пределы «бальзаковского возраста», не способной на хладнокровное убийство, но способной на глубокую привязанность к своему воспитаннику и готовность потворствовать в некоторых его шалостях, чтобы получить взаимное расположение.
По её рассказу она приехала в Санкт-Петербург к русскому художнику С, который обещал на ней жениться, но покинул её обольщённую и обесчещенную, женившись на другой. Тогда она после ряда злоключений была вынуждена поступить на работу гувернанткой. Называемая на русский манер, Маргарита Александровна Жюжан работала в семье Познанских с августа 1873 года. Сначала жила в семье, но вскоре съехала на отдельную квартиру, чтобы никого не стеснять.
С разрешения Познанских она давала частные уроки, за несколько лет набрала приличную клиентуру. Кроме традиционного французского языка она занималась с детьми также историей и литературой, она хорошо знала русскую культуру, что выделяло её среди прочих учителей-иностранцев. Как следствие её уроки высоко ценились.

## Показания домашних
На допросе Познанский-старший рассказал о том, что он с супругой весьма тревожились в отношении симпатии, высказываемой Николаем к его гувернантке. Николай, которому при знакомстве с Жюжан было всего 13 лет, был человеком спокойным, вдумчивым, но молодым и неопытным. Чтобы избежать излишней юношеской влюблённости родители стали постепенно разделять Николая и Маргариту, ориентируя её на общение с младшими детьми. Вроде бы чувства Николая начали проходить, и в ту зиму он ухаживал за некоей девушкой, с которой переписывался.
Показания матери Николая были более определёнными. Она заявила, что подозревала любовную связь сына с гувернанткой. По её свидетельству Маргарита «была с ним на „ты“, сидела в его комнате, говорила разные двусмысленности, принимала участие почти во всех пирушках, целовала его в присутствии посторонних, бесцеремонно обращалась с его товарищами, позволяя им при себе снимать сюртуки…» На вопрос, зачем она забрала из комнаты сына пузырёк с микстурой, женщина отвечала, что беспокоилась за его сохранность. По её словам, у неё было странное впечатление от последних встреч с сыном: «Я пугалась выражения его глаз».
Няня Познанских Руднёва и горничная Степапида Яковлева дали примерно схожие показания из которых следовало, что они тоже отмечали некоторую фривольность в отношениях между Жюжан и Николаем.
После проведения допросов у следователя сложились две версии произошедшего:
- убийство Маргаритой Жюжан из ревности;
- убийство некой молодёжной революционной организации (такие случаи уже встречались);

Однако кроме упомянутого уже анонимного письма никаких других сведений о том, что Николай Познанский состоял в какой-то тайной организации, не нашлось. Так что следствие приняло за основную версию убийство Маргаритой Жюжан, и 30 апреля она была арестована как обвиняемая в умышленном убийстве.

## Показания Маргариты Жюжан
После заключения под стражу Маргарита Жюжан написала заявление, но адресовала его не во французское посольство, а в окружную прокуратору. В заявлении она обвинила в убийстве Николая его мать. Также в нём указывались различные несоответствия в показаниях госпожи Познанской: зачем ей понадобилось забирать склянку с микстурой утром 18 числа, когда никто ещё даже не подозревал убийства; зачем, если склянку она забирала с целью её сохранения, она спокойно вернула её в комнату сына 20 числа, в которой уже два дня как жила сама Жюжан. Если и в самом деле было намерение сохранить в комнате всё в полной сохранности, то зачем они пустили туда пожить Маргариту, и почему вдруг в конце апреля внезапно оказывается, что поведение гувернантки столь подозрительно, что её потребовалось арестовать, однако всего за неделю до этого её вообще никто ни в чём не подозревал. Жюжан писала, что её умышленно обвиняют в убийстве, которого она не совершала.
По её словам, в последние дни своей жизни Николай находился в подавленном состоянии, а домашние лгали, когда говорили, что он был бодр и весел. Николая сильно мучили боли в лимфатических узлах, но когда она предлагала вызвать другого доктора, её не слушали. Вечером 17 апреля, по её утверждению, Николай был так мрачен, что она хотела позвать его хорошего друга, некоего Обруцкого, который будучи по природе остряком и балагуром всегда веселил и смешил Николая, но это ей не удалось сделать.
Также она сообщила в своём заявлении, что Николай Познанский вёл дневник, и просила его разыскать, а также просила передопроса свидетелей и очных ставок с ними.
Слаборазвитая в то время графологическая экспертиза анонимного письма выдала двойственное заключение. В нём одновременно констатировались противоположные вещи: «слог анонимного письма неправилен, встречаются совершенно французские выражения, причём неправильные обороты речи и грамматические ошибки сделаны как бы умышленно. Вместе с тем, вместе с чисто французскими фразами попадаются и такие, которые никогда не употребляются французами», также отметили совпадения написания трёх букв в письме и письмах Жюжан. Итоговым выводом экспертизы стало заключение, что автор письма Маргарита Жюжан.
В целом следствие не обратило внимания на заявление Жюжан. Однако её адвокат в тетрадях, изъятых при обыске обнаружил дневник Николая. Записи в дневнике были довольно хаотичны и нерегулярны, среди них присутствовали и такие как:
«Смешно разочаровываться в мои годы! Чем больше живёшь, тем больше узнаёшь, тем больше видишь, что многие мысли неосуществимы, что нет никогда и ни в чём порядка. Должен ли я упрекнуть себя в чём — нибудь? Много бы я ответил на этот вопрос, если бы не боялся, что тетрадь попадёт в руки отца или кому — нибудь другому и он узнаёт преждевременно тайны моей жизни с 14 лет. Много перемен, много разочарований, многие дурные качества появились во мне. Кровь моя с этого времени приведена в движение, движение крови привело меня ко многим таким поступкам, что, при воспоминании их, холодный пот выступает на лбу.»
В другом месте было написано : «Сила воли выработалась из упрямства и спасла меня, когда я стоял на краю погибели. Я стал атеистом, наполовину либерал. Дорого бы я дал за обращение меня в христианство. Но это уже поздно и невозможно. Много таких взглядов получил я, что и врагу своему не желаю додуматься до этого; таков, например, взгляд на отношения к родителям и женщинам. Понятно, что основываясь на этом и на предыдущем, я не могу быть доволен и настоящим.» Своё будущее Николай видел так: «Светло ли мне будущее? Недовольный существующим порядком вещей, недовольный типами человечества, я навряд ли найду человека, подходящего под мой взгляд, и мне придётся проводить жизнь одному, а тяжела жизнь в одиночестве, тяжела, когда тебя не понимают, не ценят.»
Однако самое важное для расследования — последние записи — были во многих местах старательно закрашены тушью. Однако удалось прочесть запись от 18 марта, сделанную ровно за месяц до смерти, в которой Николай писал о том, что получил письмо «от девицы П.», в котором она просит его прекратить навязчивые ухаживания. Когда на суде встал вопрос о том, кто затушёвывал записи, полковник Познанский признался, что это сделал он, обнаружив дневник, по просьбе жены, которая боялась, чтобы на основании этих строк не предположили возможности самоотравления. По его утверждению там были такие слова: «Кому — нибудь из двух — мне или Ф. И. — придётся переселиться в лучший мир.»

## Повторные допросы
Это обстоятельство и поведение Познанских привело к тому, что летом 1878 года прокуратура решила передопросить всех свидетелей, чтобы подтвердить или опровергнуть версию убийства из ревности. Результаты оказались несколько противоречивыми.
Другой сын Познанских заявил, что не замечал никакой особой близости брата с гувернанткой, более того, Николай ему признавался, что общество Маргариты его тяготит. Кроме того Алексей заявил, что Жюжан была в курсе абсолютно всех дел Николая и принимала письма от «девицы П.», а следовательно почти наверняка была в курсе и письма от 18 марта.
С другой стороны, полковник Познанский дал более конкретные показания, которые он позднее повторил в суде. По его словам, однажды он застал Жюжан, доставлявшую Николаю сексуальное удовлетворение своей рукой. Это вызвало его беспокойство, так как он опасался, что у сына может развиться тяга к онанизму. На вопрос о том, обсуждал ли он этот вопрос с сыном. Игнатий Николаевич отвечал, что нет, он просто оставил в комнате сына на видном месте перевод немецкой медицинской книги, в котором описывались тяжкие последствия такого порока.
Горничная Яковлева заявила, что слышала от Жюжан признание о любовной связи с Николаем. Также она рассказала, что однажды ночная рубашка Николая оказалась со следами спермы. Чтобы скрыть это он оторвал перед рубашки и в таком виде отдал её в стирку, прося Яковлеву не выдавать его. Однако же получив рубашку из стирки Николай в присутствии матери начал возмущаться работой прачки, порвавшей ему рубаху, заодно досталось и Яковлевой, принявшей из стирки попорченное бельё. Особо её огорчил тот факт, что после того как Николай просил её молчать он же сам и раздул историю с рубашкой, выставив её же виноватой. Няня Руднева подтвердила рассказ о порванной ночной рубашке и подтвердила, что слышала от Жюжан признание в связи с Николаем.
Опрос молодёжи из круга общения Николая показал, что Маргарита Жюжан очень плотно опекала воспитанника, что с некоторых пор вызывало его раздражение. Её присутствие на молодёжных вечеринках, где зачастую она оказывалась единственной женщиной, сковывало их и не давало веселиться в полную меру.
На допросе Маргарита Жюжан всячески опровергала факт разговора с няней и горничной о Николае и настаивала на том, что никогда не имела связи с Познанским.
В августе она подала второе заявление на имя председателя окружного суда А. Ф. Кони, где указывала на следующие обстоятельства: химический анализ внутренних органов Николая проводился не в Военно-Медицинской академии, где делалось вскрытие, а в Петербургском университете. Но для срочности доктор Николаев предложил лично привезти органы в университет и договориться об исследовании напрямую. Заформалиненные органы были ему переданы, он их отвёз домой и лишь на следующее утро передал на экспертизу. Всё это являлось грубым нарушением судебно-процессуальных норм, ставящим под сомнение результаты судебно-медицинской экспертизы, а следовательно и сам факт насильственной смерти.
Жюжан узнала об этом от самого доктора Николаева, так как он регулярно заходил к Познанским, сообщая о своих действиях. Также она сообщала, что доктор действовал так в интересах матери Николая, из желания ей угодить. В целом она продолжала обвинять в убийстве мать Познанского, утверждая, что сама стала жертвой заговора.

## Общественное мнение
Петербургская пресса уделяла довольно большое внимание расследованию, в первую очередь из-за всплывавших пикантных подробностей. Однако же следствие приложило определённые усилия, с целью недопущения распространения информации, что частично удалось. Так о втором заявлении Жюжан публике стало известно только в суде. Познанские тоже были не заинтересованы в лишней огласке.
Публика почти не сомневалась в виновности Жюжан. История её преступления передавалась из уст в уста, с каждым новым рассказчиком обрастая новыми подробностями и деталями, а по мере того как росла и ширилась молва о преступлении, росло в обществе и желание увидеть на скамье подсудимых человека, так жестоко обошедшегося с юношей, вверенным её попечению.
Убеждённость была столь высока, что даже спустя годы после расследования в различных воспоминаниях и дневниках людей, не участвовавших непосредственно в процессе, можно было увидеть уверенность, что Жюжан была виновна, а исход судебного слушания был определён её красотой или романтическими чувствами, тронувшими присяжных, или ещё чем-то.

## Суд
Судебный процесс начался 6 ноября 1878 года. На заседании, проводившемся с жюри присяжных, председательствовал А. Ф. Кони, оставивший впоследствии свои воспоминания об этом деле.
Адвокатом Жюжан стал Константин Фёдорович Хартулари, накануне слушаний заявивший газетам, что он «не допускает даже мысли об осуждении Жюжан». Это его заявление об относительно прозрачном и понятном деле только подогрело внимание публики. В зале суда находилось множество журналистов, ждавших сенсаций, скандалов и пикантностей.
Свидетели давали показания, адвокат не особо усердно проводил их допросы, не пытаясь ловить на недосказанностях и противоречиях. Друзья Николая показали, что пили с Жюжан «на брудершафт», одноклассник по гимназии рассказал, что однажды Николай назвал Жюжан «блядью». Не произнося этого слова вслух, он написал его на листе бумаги, передал Кони, который затем передал его присяжным, после чего лист разорвали и выбросили. В воспоминаниях Кони писал:

Войдя во время перерыва в зал заседаний <…> я увидел, что один из сановников, занимавших с начала процесса почётные места за судьями, человек преклонных лет и представительной наружности, с двумя звёздами на вицмундире, стоял у судейского стола на самом сквозном ветру и на глазах у публики тщательно складывал разорванные кусочки бумаги, стараясь восстановить написанное. «Ваше превосходительство», — сказал я любознательному старцу, — «Вы подаёте публике дурной пример, столь неосмотрительно рискуя своим здоровьем. А если Вас так интересует написанное, то напомните мне об этом по окончании процесса и я удовлетворю Ваше любопытство».

7 ноября слушания проходили при закрытых дверях, публика не была допущена, чтобы присяжные могли заслушать показания с интимными подробностями, которые должны были подтвердить сексуальные отношения между Николаем и Маргаритой, в том числе живописные показания полковника Познанского о петтинге.

## Защита
Адвокат Хартулари свою линию защиты выстроил несколько неожиданно для публики. Вопреки ожиданиям, он не стал поднимать вопрос о доверии к результатам судебно-медицинской экспертизы. Он счёл, что случившееся, вопреки убеждению Жюжан, не является результатом заговора, а просто процессуальной оплошностью, вызванной стремлением ускорить получение результатов. Собственно именно честность доктора и его сомнения и послужили поводом для вскрытия и дальнейшего следствия, так что сомневаться в докторе Николаеве он не стал.
Однако же именно показания доктора были ключевыми в линии защиты. Так Николаев заявил, что прибыл к Познанским 18 апреля около 9 утра и застал тело Николая ещё тёплым, чего не могло быть при отравлении вечером, так как смерть наступила бы в час-два ночи.
Также Хартулари вспомнил о показаниях одной из свидетельниц, которая утверждала, что слышала, как Николай Познанский около семи утра несколько раз чиркал спичкой, закуривая. Впоследствии эти показания нигде не упоминались, да и сама свидетельница не настаивала на их точности, но совместно с показаниями доктора складывалась иная картина и времени смерти, и её обстоятельств.
Следующим вопросом к доктору Николаеву был вопрос о том, не было ли у Познанского физического порока, препятствовавшего половой близости. Николаев ответил, что у покойного был выраженный фимоз, что исключало полноценный половой контакт, и что об этом знали отец и брат покойного.
Под присягой полковник Познанский признал, что он знал о болезни сына. Вопрос о ложности показаний о якобы виденном полковником петтинге между сыном и гувернанткой не поднимался, в свою очередь обвинение в дальнейшем не настаивало на существовании сексуальных отношений.
Следующий вопрос Познанскому был о том, правда ли, что вопросы для второго допроса Яковлевой и Рудневой были составлены им, а следователь их только зачитал. Откуда адвокат получил такие сведения осталось невыясненным, но Познанский подтвердил, что всё так и было. Фактически это означало сговор между прокуратурой и свидетелями, которые давали ответы на заранее известные вопросы, будучи зависимыми от Познанских.
Всё это время Хартулари обходился без заявлений о существовавших «подлогах», «подтасовках», «оговорах», однако всего за несколько минут он убедительно разрушил основные положения позиции обвинения, так что утром 8 ноября в заключительной речи Шидловскому пришлось рассказывать о том, что любовные отношения между Николаем Познанским и Маргаритой Жюжан были не физическими, но платоническими. После этого будущий вердикт для публики стал очевиден, и основная интрига свелась к тому, как Хартулари объяснит смерть Познанского.

## Речь адвоката
Речь на процессе Жюжан многими исследователями считается лучшей в карьере одного из крупнейших адвокатов России Константина Фёдоровича Хартулари. Она отличалась от выступлений многих других адвокатов в первую очередь тем, что скрупулёзно анализировала факты, была спокойной, деловитой, в то время как коллеги Харталури зачастую работали на публику, играя словами, и доводя дело до скандалов, упирая на эмоции, а не факты. С тех пор речь неоднократно перепечатывалась и издавалась в сборниках самых примечательных выступлений второй половины XIX века.
Харталури сумел обернуть в пользу подзащитной даже показания свидетелей обвинения. Так подозрения в любовной связи между ней и погибшим, основанные на несколько фривольном поведении Жюжан он отвергал так:

«разве умная и тактичная женщина обнаружила бы страстное влечение, да ещё в присутствии не только близких, но даже посторонних лиц?! Разве Маргарита Жюжан, желая расточать свои ласки покойному как любовнику, не нашла бы возможным сделать это у себя на квартире, так как жила отдельно, или где-нибудь в нейтральном месте? Вот почему те ласки, которые расточала обвиняемая публично Николаю Познанскому, скорее говорят в пользу отношений её к покойному как матери, даже как сестры, но не как любовницы».
Он умело использовал признание Познанского в том, что второй допрос прислуги происходил по заранее написанным им же вопросам, оттого и их показания были столь похожи: «тождественность не только содержания, но и стереотипность самих выражений и потому, излагая показания одного свидетеля, мы можем смело сказать, что изложили почти слово в слово показания остальных». Упомянув о истории с подолом рубахи и якобы имевшем место откровении Жюжан перед прислугой Харталури подытожил, что «Упомянутые доказательства, по мнению моему, настолько слабы, что ссылка на них равносильна просьбе поверить на слово…»
Также адвокат рассказал о своём видении им личности Николая Познанского, о том, что судя по дневникам погибшего его жизнь была далека от той идиллии, которую описывали родные. Единственным близким человеком для него была его гувернантка, к которой он относился с полным доверием, что, возможно и послужило началом конфликта на почве ревности между Жюжан и матерью погибшего, окончившемся прямым обвинением в растлении и убийстве.
Также Хартулари тщательно проанализировал все имевшиеся улики против Жюжан, особенно склянки с морфием:
«Имея полнейшую возможность отравить покойного при первом приёме лекарства — и тем возбудить предположение, что отравление последовало от ошибки аптеки, смешавшей медикаменты… — Маргарита Жюжан даёт отраву в последнем, шестом приёме… Почему она на следующий же день … сама заявляет, что давала последний приём лекарства ? Почему не уничтожила самой склянки с лекарством, а напротив — поставила её на видном месте?… Только спокойная и чистая совесть может придать такую уверенность в себе.»
Особо было отмечено несовершенство экспертного заключения об авторстве анонимного письма, ввиду несовершенства имевшихся технологий и методик следовало бы считать его информативным, а не доказательным.
Наконец, Хартулари объяснил слушавшим своё видение событий, произошедших в ночь на 18 апреля в доме Познанских. По его версии, основанной на уже приведённых выше выдержках из дневника Николая Познанского, речь шла о самоубийстве, а не убийстве

## Вердикт
Для принятия решения присяжным потребовалось менее двух часов, после чего они вынесли оправдательный вердикт. Жюжан, выслушав приговор, упала в обморок и была отпущена прямо в зале суда. Она не уехала из Петербурга, где продолжала давать частные уроки и прожила ещё около 25 лет.

## След в истории
Обстоятельства дела неоднократно использовались впоследствии во всякого рода детективной, исторической и юридической литературе. Так они легли в основу фабулы романа Ольги и Алексея Ракитиных «Великосветский свидетель»
Сохранились также воспоминания А. Ф. Кони, посвящённые процессу, однако они довольно односторонние и излагают только версию обвинения. Он подробно пишет об обстоятельствах растления, но не пишет об опровержении этих слухов в суде, хорошо отзывается о помощнике прокурора Шидловском, но умалчивает факт сговора следствия с Познанскими, что и привело к проигрышу дела, также непонятно его умолчание о процессуальных нарушения патологоанатомической экспертизы. В заключении следует вовсе неожиданный вывод, что если бы Жюжан судили по статье 993 Уложения о наказаниях — за растление малолетних, то она точно была бы осуждена, несмотря на все опровержения, слышанные им в суде.